# Municipio 4 di Milano
Il municipio 4 (Porta Vittoria, Porta Romana, Calvairate, Corvetto, Forlanini, Ponte Lambro, Rogoredo) è una delle nove circoscrizioni comunali di Milano.
La sede del Consiglio si trova in via Oglio, 18.

## Descrizione del municipio
Il municipio 4 si estende verso est dal centro cittadino. Confina con i municipi 1, 3 e 5.

## Suddivisioni
Il municipio 4 comprende i seguenti quartieri: Corsica, XXII Marzo, Umbria-Molise-Calvairate, Ortomercato, Taliedo-Morsenchio-Forlanini, Monluè-Ponte Lambro, Triulzo Superiore, Rogoredo-Santa Giulia, Lodi-Corvetto e Porta Romana.

## Etnie e minoranze straniere
Secondo il Comune di Milano, gli immigrati residenti nel municipio 4 sono 35.276, il 21,33% del totale.

## Luoghi di interesse
- Stazione di Milano Rogoredo

- Palazzina Liberty (Milano)

- WOW Spazio Fumetto

- Il bunker di Piazza Grandi[3]

- Via Lincoln[4]

## Parchi e Giardini
- Parco Forlanini
- Parco Monluè
- Parco Emilio Alessandrini
- Parco Gino Cassinis
- Parco Guido Galli
- Parco Trapezio[5]
- Parco Porto di Mare
- Giardino Oreste del Buono
- Giardino delle Culture[6]
- Cascina Carpana
- Parco Argonne

## Biblioteche rionali
In zona 4 sono presenti la Biblioteca Calvairate e la Biblioteca Oglio del Sistema bibliotecario milanese. Serve pure il quartiere la biblioteca dell'Antonianum che si è arricchita di una sezione dedicata a Milano e al suo territorio.

## Stazioni
Stazioni della Metropolitana di Milano:
- Porta Romana, Brenta, Corvetto, Lodi TIBB, Porto di Mare, Rogoredo FS e San Donato.
- Stazione Forlanini, Repetti, Argonne, Susa, Dateo e Tricolore

Stazioni ferroviarie:
- Ferrovie dello Stato Italiane: Porta Romana, Porta Vittoria, Dateo, Forlanini e Rogoredo.